# Паттердейл-терьер
Паттердейл-терьер (англ. patterdale terrier) — порода охотничьих собак, выведенная в 1960-е годы в Англии. Используется для охоты на лисицу и барсука в труднодоступной горной местности, в США также применяется при добыче сурка, енота и нутрии. Международной кинологической федерацией не признана.

## История породы
Выведена в окрестностях деревни Паттердейл в Озёрном крае графства Камбрия на северо-западе Англии для защиты стад овец от хищников, путём скрещивания лейкленд-терьеров и небольших стаффордширских бультерьеров. Первоначально считалась не отдельной породой, а типом терьера с акцентом на его рабочие качества. Её предком можно считать фелл-терьера (англ. fell terrier) — прародителя паттердейл-, лейкленд- и бордер-терьеров.
Местные заводчики фелл-терьеров в процессе селекции развивали собственные линии разведения, однако все они имели общие свойства и черты. К 1950-м годам их совместными усилиями был разработан особый тип чёрного фелл-терьера, с которым в дальнейшем и стало ассоциироваться название «паттердейл». В родословных современного поголовья особое место занимают представители линий заводчиков Сирила Брэйе, Фрэнка Бака, Томми Добсона, а также Брайана Наттолла, внёсшего весомый вклад в развитие породы в 1960-е годы.
Основную угрозу для скота представляли лисы, и паттердейл-терьеры стали настоящими помощниками фермеров в борьбе с ними. Если традиционные норные породы в тяжёлых условиях горного ландшафта, когда охотнику часто приходилось передвигаться пешком без лошади, испытывали сложности, то адаптировавшийся паттердейл-терьер прекрасно справлялся с поставленной задачей — он не просто выгонял лису из норы, а с лёгкостью давил её, если та оказывала сопротивление. В 2004 году использование таких «жёстких» собак на территории Англии и Уэльса было запрещено законом.
Пользуясь наибольшей популярностью в Великобритании и Соединённых Штатах Америки, порода не признана ни Английским, ни Американским клубами собаководства. В 1993 году в Северной Америке, куда паттердейл-терьеры вывозились с конца 1970-х годов, был основан клуб любителей этой породы (PTCA), он имеет свой стандарт экстерьера, ведёт реестр и выдаёт родословные. 1 января 1995 года порода была признана американским Объединённым клубом собаководства (UKC).

## Внешний вид

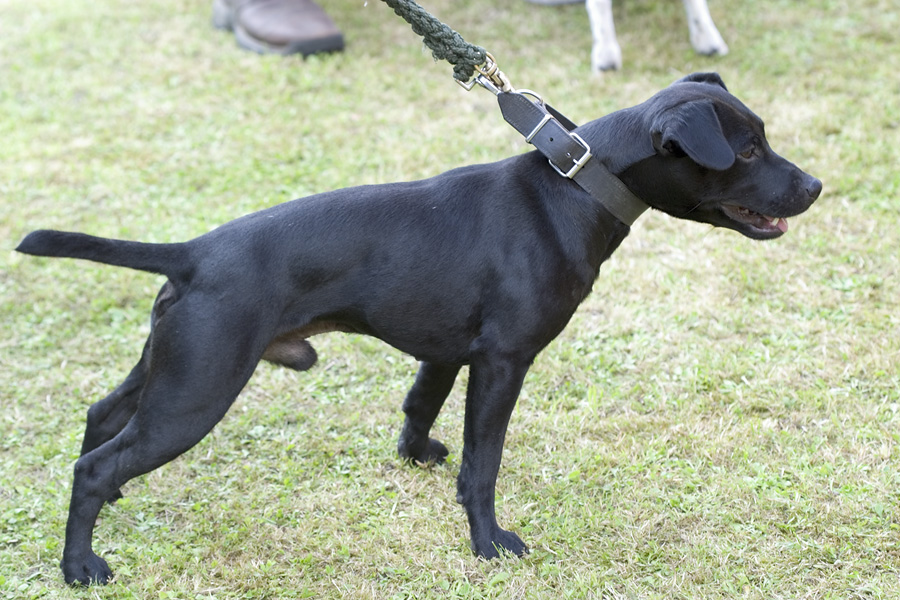

Компактный, атлетически сложенный, крепкий, энергичный маленький терьер. Грудь не должна быть слишком широкой и глубокой — преследуя добычу, он должен быть способен преодолевать очень узкие проходы под землёй.
Голова и морда мощные, длина морды равна длине черепа или чуть короче. Челюсти мощные. Глаза достаточно широко поставлены, их цвет должен гармонировать с цветом шерсти. Уши среднего размера, треугольные, висят на хрящах. Шея мускулистая, умеренной длины, постепенно расширяющаяся от затылка и плавно переходящая в плечи.
Туловище квадратного или чуть растянутого формата. Слишком короткая спина отрицательно сказывается на работе терьера под землёй. Хвост посажен высоко, купируется на длину от одной четверти до одной трети, должен быть сильным, но не чересчур толстым, иногда является единственным возможным средством достать собаку из норы.

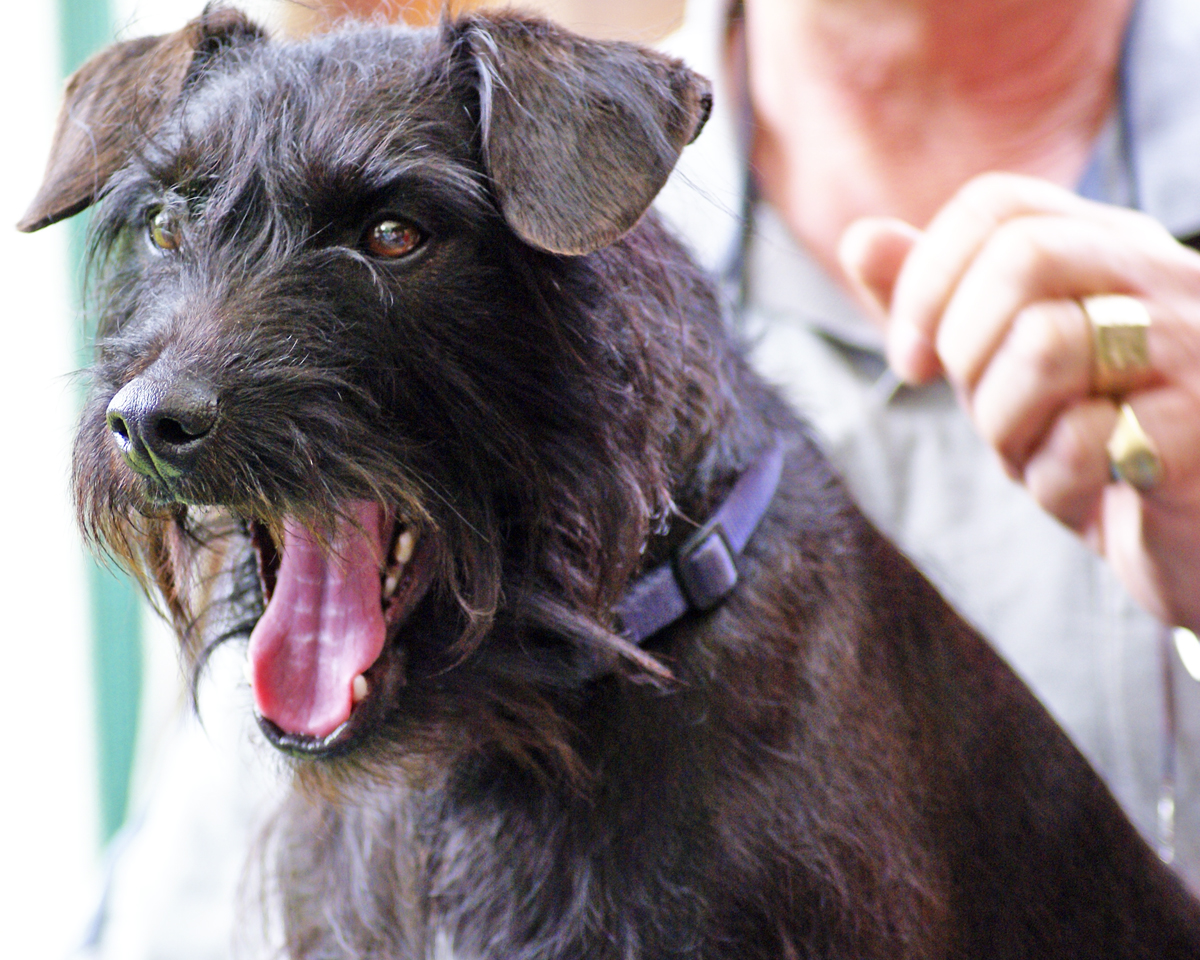

Конечности крепкие и мускулистые, с мощными гибкими пястями.
Шерсть у паттердейл-терьеров двух типов — жёсткая или более густая гладкая, и защищает собаку от воздействия влаги и колючек, однако допускается промежуточный тип покрова (брокен), при котором волос жёсткий, но не такой длинный и образует бороду, усы и брови. Шерсть всех типов плотная, обязательно с подшёрстком и верхним водоотталкивающим остевым слоем.
Стандартом UKC допускаются чёрный (с небольшим количеством более светлых волос); рыжий (от смуглого до цвета глубокой ржавчины); печёночный или шоколадный, (от светло-коричневого до тёмно-каштанового); серый; чёрно-коричневый (более или менее насыщенный) и бронзовый окрас — сплошной, либо с белыми отметинами на груди и лапах. Стандарт PTCA подразумевает чёрный, рыжий, шоколадный или чёрно-коричневый окрас с теми же вариациями оттенков. Другие цвета или очень большие белые отметины могут свидетельствовать о примеси других пород.
Высота в холке — от 25,4 до 38,1 см, вес пропорционален росту терьера и в среднем составляет от 5,4 до 9,1 кг. Собака с развитой мускулатурой будет весить больше, чем кажется. Рёбра должны прощупываться, но не выделяться. Сломанные или потерянные во время работы зубы, равно как шрамы и ссадины, при оценке экстерьера не штрафуются.

## Темперамент
Смелая, уверенная в себе, очень энергичная, выносливая, азартная в охоте, легко поддающаяся дрессировке собака, нуждающаяся в ежедневных физических нагрузках, будь то длительная прогулка или пробежка. Наилучшим образом подойдёт для содержания в загородном доме, однако при достаточных занятиях способна адаптироваться к условиям городской квартиры. При дефиците постоянной активности, дающей возможность обеспечить выход энергии, существует вероятность того, что паттердейл станет задиристым и драчливым, что сделает невозможным его мирное сосуществование с другими собаками. Из-за ярко выраженного охотничьего инстинкта эти собаки плохо уживаются с другими животными, и если приучить паттердейла к кошкам можно попытаться с раннего возраста, при этом всё равно стараясь держать ситуацию под контролем, то добиться с его стороны терпимости по отношению к грызунам точно не получится.
Паттердейл-терьеры с успехом выступают в таких дисциплинах кинологического спорта, как аджилити и флайбол.

## Здоровье
Паттердейл-терьеры относятся к числу здоровых собак, какие-либо генетические заболевания у представителей этой породы не выявлены. Средняя продолжительность жизни составляет 13-14 лет.

## Комментарии
1. ↑  «Паттердейл-терьер» также является одним из старых названий лейкленд-терьера[2].
2. ↑  В Средние века свои разновидности терьеров были почти в каждой местности Англии[4].
3. ↑  По названию фьельдов — территорий с высокими безлесными холмами в Северной Англии[5].
4. ↑  Принятые правительством Великобритании поправки к Закону о ветеринарии запрещают с 1 июля 1993 года купирование хвостов собакам любых пород частными ветеринарами и заводчиками, однако допускается купирование лицензированным врачом у щенков в течение первых пяти дней жизни, при условии, что собака будет рабочей[1].